# Parco nazionale Diamantina
Il parco nazionale Diamantina è un parco nazionale dello stato del Queensland, in Australia.

## Geografia
Si trova circa 1278 chilometri a nord-ovest di Brisbane e 300 km a sud-ovest di Winton. Istituito nel marzo 1992, copre una superficie di circa 507.000 ettari: dalle montagne di arenaria, ad est, fino alla pianura del fiume Diamantina si trovano praterie di Astrebla e distese di dune, mentre ad ovest del fiume si estende il deserto. Formazioni di importanza paesaggistica all'interno del parco sono il lago Constance e la Hunters Gorge. In passato, l'area attualmente occupata dal parco era popolata da aborigeni maiawali e karuwali.

## Flora e fauna
Il parco ospita numerose specie vegetali e animali. Particolarmente degni di nota sono alcuni mammiferi rari come il bandicoot coniglio e il kowari, nonché uccelli come il pedionomo errante e il falco pellegrino.

## Strutture turistiche
All'interno del parco si trovano due strutture per il campeggio: l'Hunters Ground Campground, a circa 10 chilometri a nord degli uffici amministrativi del parco, e il Gum Hole Campground, che sorge circa 11 chilometri a ovest dell'Hunters Gorge, sul Duck Creek.